# Сибирский проезд
Сиби́рский прое́зд — улица в центре Москвы в Таганском районе между улицей Талалихина и Малой Калитниковской.

## Происхождение названия
Известен с XIX века как Михайловский проезд — по фамилии домовладельца. Части проезда в 1922 году дано современное название по находившемуся здесь отделению Сибирского банка.

## Описание
Сибирский проезд начинается от улицы Талалихина, проходит на восток до пересечения Михайловского проезда и Малой Калитниковской улицы. В основном здесь расположены промышленные предприятия.

## Здания и сооружения
По нечётной стороне:
- № 1 — детская поликлиника № 104;
- № 5 — Здание банка (1909, архитектор Г. А. Остапович)

По чётной стороне:
- № 2, строение 1 -  Высшая школа кино и телевидения "Останкино"
- № 2, строение 2 — ГУП Информстройсервис; Ранее на этом месте находились бойни Московских скотопромышленной и мясной бирж, при которых в 1906 году архитектором П. В. Харко была построена часовня.
- № 2 — Дом культуры «Стимул»;
- № 2, корпус 30 — типография «Полиграфиздат».